# Carrer del Clos (Sallent)
El Carrer del Clos és un carrer de la vila de Sallent (Bages) catalogat a l'Inventari del Patrimoni Arquitectònic de Catalunya. És un dels primers carrers de la vila, i el que ha conservat millor la seva fesomia tradicional amb una estructura medieval, ja que aquest carrer sorgí vers el segle xii com a prolongació de la sagrera de l'església de Santa Maria de Sallent vers a un gual del riu Llobregat al final del darrer ressalt del sallent de Sallent. Les cases externament són del segle xvii ençà però mantenen una unitat considerable. Aquest carrer té una forma sinuosa que denota la seva antiguitat juntament amb l'estretor, que no permet el pas de més d'un cotxe. Les cases gairebé totes tenen uns baixos amb tines i cellers que denoten un tipus d'habitatge de pagesos urbans dedicats eminentment a la vinya. Sota la capa asfàltica es conserva un enllosat anterior. La part superior del carrer va ésser eixamplat el segle xviii en fer la rectoria nova.